# 타임아웃 (잡지)

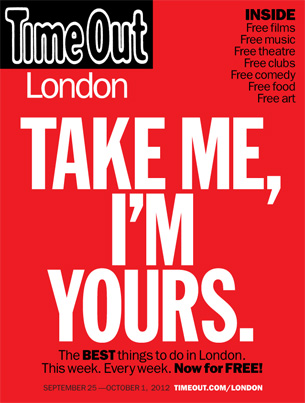

타임아웃(Time Out)은 타임아웃 그룹(Time Out Group)이 발행하는 글로벌 잡지이다. 타임아웃은 1968년 런던 전용 출판물로 출발해 전 세계 59개국 333개 도시로 편집권을 확대했다.
2012년에는 런던판이 무료 출판물로 전환되어 주간 독자 수가 307,000명이 넘었다. 타임아웃의 글로벌 시장 입지에는 노키아와의 파트너십과 iOS 및 안드로이드 운영 체제용 모바일 앱이 포함된다. 2010년과 2011년에 올해의 국제 소비자 잡지 상을 수상했으며, 2013년과 2014년에는 올해의 국제 소비자 미디어 브랜드로 이름이 변경되었다.